# Възнесение Господне (възрожденска църква в Мренога)
Вижте пояснителната страница за други значения на Възнесение Господне.
„Възнесение Господне“ или „Свети Спас“ (на македонска литературна норма: „Вознесение Господне“, „Свети Спас“) е възрожденска православна църква в демирхисарското село Мренога, Северна Македония. Църквата е под управлението на Крушевско-Демирхисарската епархия на Македонската православна църква.
Църквата е гробищен храм, разположен непосредствено западно от селото. Построена е за да замени едноименната гробищна църква „Възнесение Господне“ от XIV – XVI век, разположена северно до нея. В архитектурно отношение е красива трикорабна базилика от дялан бигор с полукръгла апсида на изток. На северната и на южната стена отвътре има пиластри, свързани с дъги в горния край. Църквата е архитравно покрита. Покривът е на четири води с керемиди.